# Dlhé Pole
Dlhé Pole (in ungherese Trencsénhosszúmező) è un comune della Slovacchia facente parte del distretto di Žilina, nella regione omonima.